# DC Comics
DC Comics (основано в 1934 году как National Allied Publications) — одно из крупнейших и наиболее популярных издательств комиксов. Издательство было куплено компанией Warner Bros. Entertainment в 1969 году.
DC Comics издают продукцию, характеризующуюся наличием большого количества широко известных персонажей, в том числе Супермен, Бэтмен, Чудо-женщина, Зелёный Фонарь, Флэш, Аквамен, Шазам, Киборг, Марсианский Охотник, Зелёная Стрела, Человек-ястреб, Чёрный Адам, Атом, Чёрная Канарейка, Супергёрл, Женщина-кошка и другие. Во вселенной DC также имеются команды, такие, как Лига Справедливости, Юные Титаны, Хранители, Отряд самоубийц, а среди самых известных злодеев — Джокер, Харли Квинн, Ядовитый Плющ, Двуликий, Загадочник, Пугало и другие.
Аббревиатура DC перешла от популярнейшей серии издательства Detective Comics и вскоре стала официальным названием компании. Штаб-квартира DC Comics находилась по адресу 1700 Broadway (Нью-Йорк); в 2015 году штаб-квартира была перенесена в Бербанк (Калифорния).
Также по мотивам вселенной DC есть игра DC Universe Online, где игроки могут создать своего собственного супергероя, пользуясь набором предложенных характеристик.

## История

### Происхождение
Всё началось с компании National Allied Productions, основанной Малькольмом Вилером-Николсоном в 1935 году, дебютировав с большим (размера «таблоид») выпуском New Fun: The Big Comic Magazine. Второе название компании, New Comics #1, впервые появившееся в декабре 1935 года, появлялось на обложках комиксов в течение Золотого века комиксов. Это название со временем было заменено на Adventure Comics, и в таком виде серия просуществовала вплоть до № 503 в 1938 году, став самой длинной серией комиксов в истории.
Третья и последняя серия Вилера-Николсона, Detective Comics, появившаяся в виде рекламы в декабре 1936 года, стартовала через три месяца в марте 1937. Эта тематическая серия стала сенсацией с появлением Бэтмена в № 27 (май 1939 года). К тому времени, однако, Вилер-Николсон уже покинул компанию. В 1937 году, будучи в долгу перед владельцем печатной фабрики и распространителем журналов Гарри Доненфелдом — также издающим дешевые журналы (англ. pulp magazines) и работающим в качестве директора в Independent News — Вилер-Николсон был вынужден взять его в качестве партнёра, чтобы выпустить Detective Comics #1. Была сформирована компания Detective Comics, Inc, владельцами которой числились Вилер-Николсон и Джек Лейбовиц, бухгалтер Доненфелда. Вилер-Николсон остался в компании на год, однако его проблемы с деньгами продолжались, и он был просто вытеснен. Вскоре после этого Detective Comics Inc. приобрела остатки компании National Allied, также известной, как Nicolson Publishing, на аукционе по поводу банкротства последней.
Detective Comics Inc. вскоре запустила ещё одну серию, Action Comics, первый номер которого представил читателям Супермена (персонаж, не имевший никакого отношения к Вилеру-Николсону; редактор Вин Салливан решил запустить персонажа после того, как Шелдон Мейер достал его из корзины с письмами). Action Comics #1 вышел в июне 1938 и стал хитом продаж, создав новый архетип персонажа — ныне известный, как «супергерой». Компания вскоре представила читателям других популярных персонажей, таких как Бэтмен и Песочный человек.
22 февраля 2010 года копия комикса Action Comics (июнь 1938) была продана на интернет-аукционе за 1 миллион долларов, перебив предыдущий подобный рекорд в $317 000 за другую копию, худшего качества, проданную в предыдущем году. Как покупатель, так и продавец остались неизвестными.

### Золотой век
Вскоре компании National Allied Publications и Detective Comics Inc. объединились, сформировав компанию National Comics, которая в 1944 году поглотила концерн Макса Гейнса и Джека Лейбовица, All-American Publication. В том же году Гейнс позволил Лейбовицу выкупить его долю, оставив лишь Picture Stories from the Bible для основания собственной компании, EC Comics. На этой стадии Лейбовиц руководил слиянием All-American Comics и Detective Comics в National Comics. Следом за этим он начал организовывать слияние National Comics, Independed News (собственная сеть распространения), а также их предприятий в единую корпорацию, National Periodical Publications. Акции этой компании появились в продаже на фондовых рынках в 1961 году.
Несмотря на официальные названия компаний, National Comics и National Periodical Publications, на комиксах печатался логотип Superman-DC (логотип DC начал появляться на комиксах с 1940 года) и компания стала известна как DC Comics задолго до официальной регистрации этого названия в 1977 году.
Компания начала агрессивную кампанию против нарушения авторских прав — явного копирования персонажей, таких как Чудо-человек — персонаж Fox Comics, который Fox почти полностью скопировала с Супермена. Важной вехой стал иск DC против Fawcett Comics о персонаже Капитан Марвел, в то время являющегося одной из самых продаваемых серий. Несмотря на тот факт, что связь между Капитаном Марвелом и Суперменом выглядела довольно спорно (силы Капитана Марвела имели магическую природу, в отличие от сил Супермена), суд признал преднамеренное и умышленное копирование зарегистрированного материала. Встретившись лицом к лицу с отменой продаж и последующим банкротством, Fawcett сдалась в 1955 году и прекратила публикацию комикса. Годами позже, Fawcett с иронией продала права на Капитана Марвел DC Comics — которое в 1973 году оживила Капитана в новой серии «Шазам!», содержащую рисунки Чарльза Бека. До возвращения персонажу популярности и обновления Капитан Марвел появлялся лишь в утреннем шоу на ТВ, позже заняв достойное место во вселенной DC. В 1967 году появилась новая компания — Marvel Comics, ныне самый главный конкурент DC на рынке.
Когда популярность супергероев начала исчезать в конце 1940-х годов, компания сфокусировалась на таких жанрах, как научная фантастика, вестерн, юмор и романтика. DC также публиковало детективные и страшные истории, но очень краткие, и потому избежала движения против комиксов середины 1950-х годов. Несколько популярных серий с участием супергероев (более всего Action Comics и Detective Comics) не были закрыты и успешно продолжали публикацию.

### Серебряный век
В середине 1950-х главный редактор Ирвин Доненфелд и издатель Лейбовиц дали указание редактору Джулиусу Шварцу создать новый комикс о Флэше на пробу в серию Showcase. Вместо воскрешения старого персонажа Шварц, взяв в помощь писателей Роберта Канигера и Джона Брума, художников Кармино Инфантино и Джо Куберта, создал абсолютно нового персонажа, улучшив и модернизировав гражданскую позицию Флэша, его костюм и происхождение. Переосмысление Флэша в Showcase #4 (октябрь 1956) доказало свою популярность и вскоре привело к схожему переосмыслению серии Зелёного Фонаря. Последовавшее вскоре представление Лиги Справедливости Америки, а также многих других супергероев, было позже названо историками и фанатами Серебряным веком комиксов.
Издательство не стало переосмысливать основных персонажей, таких, как Супермен, Бэтмен и Чудо-женщина, но они были значительно обновлены. Возглавленная новым редактором, Мортом Вейсингером, серия комиксов о Супермене пополнилась новыми персонажами, ставшими весьма успешными, например, Супергёрл, Бизарро и Брейниак. В серию Бэтмена, возглавляемую Джэком Шиффом, были добавлены весьма успешные Бэтвумен, Бэтгёрл, Эйс Бэт-гончая и Бэт-Майт, чтобы улучшить не научную часть комикса. Шварт, вместе с художником Инфантино, провел обновление Бэтмена, рекламируемое компанией, как «Новый Взгляд», особенно выделяя детективные моменты. Тем временем, редактор Канигер успешно обновил приключения персонажей серии Чудо-Женщины, сделав их фантастическими, но с мифологическим уклоном.
Введение обновлённых супергероев DC не прошло незамеченным другими компаниями комиксов. В 1961 году, когда DC запустило серию комиксов Лига Справедливости Америки, писатель-редактор Marvel Comics Стэн Ли и легендарный создатель Джек Кёрби, ознаменовав вступление в «Век Марвел» комиксов, начали серию «Фантастическая четвёрка».
С 1940-х годов Супермен, Бэтмен и другие герои компании стали появляться в комиксах вместе, начав делить общую вселенную, которая позже была названа DC Universe. Вместе с историей «Флэш двух миров», в комиксе Flash #123 (сентябрь 1961), редактор Шварц (вместе с писателем Гарднером Фоксом и художниками Инфантино и Джо Джиелла) представили концепцию, позволившую ввести героев Золотого Века в историю, объяснив, что они живут в параллельной вселенной, на Земле-2, а новые живут на Земле-1. Позже эта концепция будет названа Мультивселенной DC.
Телесериал 1966 года, Бэтмен, показанный на канале ABC, вызвал временный всплеск популярности комиксов. Были проявления и в других медиа. DC значительно осветлили тон многих своих комиксов — в частности, Batman и Detective Comics — чтобы больше соответствовать тону телесериалов.
В 1967 году основной художник комикса «Бэтмен» Инфантино (разработавший дизайн популярных персонажей Бэтгёрл и Призрачного Странника) вырос в должности из арт-директора в одного из редакционных директоров. С растущей популярностью внезапно возникшего соперника Marvel Comics, угрожающего свергнуть DC с первой позиции среди комикс-издательств, Инфантино попытался подстегнуть компанию, создав новые серии и персонажей, а также взяв новых важных работников, например, бывшего художника Marvel и одного из создателей Человека-паука, Стива Дитко, а также молодого, но многообещающего новичка Нила Адамса.
Новые, креативные сотрудники предложили расширить аудиторию, включив в неё людей постарше — подростков и даже студентов. Новые таланты действительно послужили на благо компании, например, Деннис О’Нил, работавший раньше на Marvel и Charlton Comics, получивший признание критиков и общественности за обновления серий Batman и Green Lantern. Тем не менее, за этот период появилось достаточно много серий, стартовавших весьма удачно, но быстро потерявших популярность и закрытых.
В 1969 году National Periodical Publications была куплена Kinney National Company, в свою очередь купленной компанией Warner Bros.-Seven Arts, которая стала потом Warner Communications.

#### Четвёртый мир
В 1970 году Джек Кирби перешел из Marvel Comics в DC, в конце Серебряного Века, в течение которого Кирби играл очень большую роль. Получив карт бланш на написание и иллюстрацию своих собственных комиксов, он создал ряд тематически связанных серий, которую он назвал Четвёртый мир. В уже существующей серии «Приятель Супермена Джимми Ольсен» и в его собственных, новых запущенных сериях New Gods, Mister Miracle и The Forever People Кирби представил таких долгоиграющих персонажей и концепций, как суперзлодей Дарксайд и другая реальность Апоколипс. Несмотря на то, что продажи были вполне порядочными, комиксы не встретили большой поддержки распорядителей менеджмента DC, а также страдали от недостатка понимания и внутренней поддержки Инфантино. В 1973 году все серии «Четвёртого мира» были отменены, хотя введенные Кирби концепции и идеи вскоре станут неотъемлемой частью расширенной вселенной DC. Кирби также создал несколько других «дерзких» серий DC, включая Kamandi, рассказывающую о мальчике-подростке в пост-апокалиптическом мире, заполненном антропоморфными говорящими животными, получив заказ от издательства на нечто, напоминающее Планету обезьян.

### Бронзовый век
Следуя тенденции Серебряного века, в 1970-х и 1980-х годах в индустрии комиксов, позже получивших название Бронзовый век, фэнтезийные мотивы в комиксах стали более натуралистичными и мрачными. Использование наркотиков в литературе, запрещенное Comics Code Authority, впервые появилось в комиксе Marvel The Amazing Spider-Man в начале 1971 года, и после обновления кодекса DC предложило написать историю, завязанную на наркотиках, писателю Деннису О’Нилу и художнику Нилу Адамсу в рамках серии о Зелёном Фонаре под названием Snowbirds Don’t Fly в серии Green Lantern/Green Arrow #85 (сентябрь 1971), в котором Спиди, помощник Зелёной Стрелы, становится героино-зависимым.
Джанет Кан, бывшая издателем журнала для детей, заменила Инфантино на посту редакционного директора в январе 1976 года. DC попыталась соревноваться с вышедшем в тираж Marvel, резко увеличив количество комиксов, чтобы выиграть место на рынке, просто переполнив его. В ходе этого были запущены серии новых персонажей, таких, как Файршторм (англ. Firestorm) и Шейд, Изменяющийся человек (англ. Shade, the Changing Man). Было запущено и много серий без супергероев, в надежде вернуть дни после-военных комиксов, до Вертама. В июне 1978 года, пять месяцев спустя выхода первого фильма о Супермене, Кан расширила линию ещё больше, увеличив количество серий и количество страниц, увеличив цену на комиксы с 35 до 50 центов. Большинство серий получили 8 дополнительных страниц, другие же имели полные 25 страниц истории. Этот ход получил название DC Explosion. Ход не был успешным и партнёр компании, Warner, закрыл большинство не успешных серий, уволив при этом много сотрудников, что было названо в прессе DC Implosion. В сентябре 1978 года компания вернулась к 17 страницам истории, хотя и оставила цену в 40 центов. Однако к 1980-му году издательство вновь подняло цену до 50 центов и увеличила комиксы до 25 страниц, но дополнительные страницы, в-основном, были заняты объявлениями и рекламой.
Ища новые пути повысить свою долю на рынке, новые члены команды Кан, вице-президент Пол Левитс и управляющий редактор Джиордано решили рассмотреть проблему нестабильности талантов в компании. С этой целью, а также следуя примеру таких компаний, как Atlas/Seaboard Comics и Eclipse Comics, DC начала предлагать роялти вместо стандартного соглашения, в котором создатели работали за единовременную плату и отказывались от всех прав на произведение. Таким образом компания дала талантам финансовый стимул для стремления к успеху. В добавление к этому, подражая новому формату телевидения, а также в ответ на закрытие многих серий после всего нескольких выпусков, DC создала концепцию «ограниченных серий» (англ. limited series). Новый формат позволил создавать отдельные конечные истории в более гибком формате, позволяя продемонстрировать творчество без вовлечения таланта в неустойчивое «открыто-закрытое» положение.
Эти изменения в политике сформировали будущее компании, и в краткий срок позволило DC переманить создателей у Marvel, и пошатнуть стабильность независимых серий. В ноябре 1980 DC запустила постоянную серию The New Teen Titans, созданную писателем Марвом Вольфманом и художником Джорджем Перисом, двумя популярными талантами с историей успеха. Этот комикс, повествующий о команде супергероев, был весьма схож с серией комиксов Marvel Люди Икс, однако был основан на оригинальной истории вселенной DC. Комикс заслужил славу и значительные продажи за счет стабильности команды создателей, работавшей над серией в течение шести лет. Вдобавок к этому Вольфмен и Перис воспользовались возможностью создавать ограниченные серии, чтобы создать спин-офф Tales of the New Teen Titans, представив в нём истории происхождения персонажей без прерывания истории основной серии и без удвоения их работы выпуском другой постоянной серии.

### Конец 1980-х
Успешное оживление команды Юные Титаны Серебряного века, переименованной в Новых Юных Титанов, привело к тому, что редакторы DC начали искать похожие варианты для всей вселенной DC. В результате 12-серийный комикс Crisis on Infinite Earths дал компании возможность перестроить вселенную, «выбросив некоторый багаж» истории, вроде ошибок в историях персонажей и — в частности — пересмотреть, обновить и модернизировать основных персонажей, вроде Супермена и Чудо-женщины. Вдобавок к кроссоверу были выпущены две публикации престиж-формата, озаглавленные The History of the DC Universe, в которых была рассказана пересмотренная история основных персонажей DC, и расчищена сцена для эффективного перезапуска всех серий комиксов, тем не менее, основанных на традициях и истории вселенной DC. Эффектно сместившись от реализма Бронзового века к эре, иногда называемой порой «Тёмный век», Кризис описал многие ключевые и резонансные смерти, которые сформируют вселенную DC на последующие десятилетия и разделил времена публикаций DC Comics на до- и после-Кризисное время.
В то же время схожая революция происходила в комиксах жанра ужасов и негероического. С начала 1984 года британский писатель Алан Мур придал новый импульс серии ужасов The Saga of the Swamp Thing, его работа для комиксов стала началом события, названного по аналогии с музыкальным событием Британским Вторжением. Основываясь на тёмном натурализме Бронзового века, многие британские писатели, включая Нила Геймана и Гранта Моррисона начали работать на компанию. Результирующий наплыв утончённого хоррор/фэнтези материала привёл не только к тому, что DC оставила Comics Code из-за некоторых работ этих талантов, но и запустила в 1993 году импринт Vertigo, рассчитанный на взрослую аудиторию.
Ключевыми комиксами, охарактеризовавшими тонкий переход к Современному веку, стали The Dark Knight Returns Фрэнка Миллера и Хранители Алана Мура и художника Дэйва Гиббонса. Эти комиксы привлекли внимание к переменам в DC Comics благодаря психологической сложности и поощрению антигероев. Новая свобода для креативности и сопутствующая реклама позволила Миллеру создать тёмного Бэтмена будущего, а Муру — схожую по мрачности альтернативную историю, что привело к тому, что позволило DC оспорить лидирующую позицию Marvel Comics в индустрии. Также благодаря этим комиксам литературные критики смягчили своё мнение о комиксах, начав считать их подходящими для взрослой аудитории и позволили периодически делать набеги на книжную индустрию, благодаря книжным переизданиям этих ключевых комиксов, продающихся так же хорошо, как и обычным.
Помимо прочего, в 1980-х годах прекратили выпускать многие серии комиксов DC по военной тематике, включая линейки, которые выходили с 1960-х годов. Среди более ста наименований, подошли к концу такие серии как Sgt. Rock, G.I. Combat, The Unknown Soldier и Weird War Tales.
В марте 1989 году Warner Communications объединились с Time Inc., что сделало DC Comics дочерней компанией Time Warner. В июне увидело свет первое кино о Бэтмене, не сделанным чисто DC. DC также начала публиковать DC Archive Editions, сборники ключевых ранних серий комиксов, издаваемых в твёрдой обложке, которые могли быть не увидены более молодыми читателями. Восстановлением многих из них для Archive Editions занимался Рик Кин, а восстановлением цветов занимался давний работник DC Боб ЛеРос. Эти коллекционные издания попытались ретроактивно воздать почести сценаристам и художникам, работавшим над комиксами DC в раннее время, когда известность некоторых из них была крайне невелика.

### 1990-е
Индустрия комиксов переживала короткий бум в начале 1990-х годов благодаря комбинации спекулятивной скупки (массовых закупок книг в качестве коллекционных объектов с целью потом перепродать их за большую цену, а возросшая цена на старые выпуски была принята за грядущий подъём цен на все комиксы) и нескольких сюжетных линий, получивших очень много внимания не только в индустрии комиксов, но и за её пределами. DC расширила сюжетные линии, в которых Супермен был убит, Бэтмен был покалечен, а супергерой Зелёный Фонарь стал злодеем Параллаксом, в результате чего продажи резко увеличились, но это увеличение было лишь временным так же, как и замена героев. Продажи упали и индустрия комиксов впала в большую депрессию, а производство «коллекционо» увеличившееся до миллионов, что привело к увеличению количества и уменьшению качества, привело к тому, что фанаты и спекулянты оставили попытки приобретать их.
Piranha Press и другие импринты DC (включая взрослые импринты Vertigo и Helix, недолго живший научно-фантастический импринт) были представлены, чтобы разнообразить продукцию и позволить специализировать продвижение каждой линии отдельно. Они увеличили использование нетрадиционных контрактов, увеличив количество авторских проектов, что привело к росту количества работ с хорошими отзывами (особенно за работы в Vertigo). DC также увеличила публикацию книжных и коллеционных форматов серий комиксов, а также графических романов.
DC заключило издательское соглашение с Milestone Media, давшее DC линию комиксов, описывающих культурно- и расово-разнообразных персонажей. Хотя линия Milestone исчезла несколько лет спустя, она запустила популярный мультсериал Static Shock. DC основала Paradox Press, чтобы публиковать материалы, вроде серии книг Big Book of… разных художников, интерпретирующих индивидуальные темы, а также криминальную фантастику, вроде графического романа Road to Perdition. В 1998 году DC приобрела Wildstorm Comics Джима Ли, импринт Image Comics, продолжая его в течение многих лет, как совершенно отдельный импринт (и отдельную вымышленную вселенную) с собственным стилем и аудиторией. Частью этой сделки стал факт того, что DC начала новый суб-импринт Wildstorm, America’s Best Comics, серию комиксов, созданную Аланом Муром, включающую Лигу выдающихся джентльменов, Тома Стронга и Прометею. Мур очень протестовал против этой ситуации, и DC, в конце концов, остановила публикацию ABC.

### 2000-е
В марте 2003 года DC приобрела права на издание и распространение долгой фэнтези-серии ElfQuest, до этого публикуемый Венди и Ричардом Пини в их собственном издательстве WaRP Graphics. Эта линия была продолжена другой серией, принадлежащей изначально не DC, но Tower Comics — серия T.H.U.N.D.E.R. Agents и была опубликована в составе DC Archive Edition. В 2004 году DC временно приобрела права на публикацию графических романов издательств — 2000 A.D. и Humanoids. DC также провело ребрендинг серий Johnny DC и основало импринт CMX для издания переведённой манги. В 2006 году CMX перенял у Dark Horse Comics вебкомикс Megatokyo для печати. DC также воспользовалось крахом издательства Kitchen Sink Press и приобрела у него права на большинство работ Уилла Ейснера, таких, как The Spirit, а также на его графические романы.
В 2004 году DC начало работу над новым кроссовером, который бы задействовал всю вселенную DC и стал сиквелом к Кризису на Бесконечных Землях, а также отступил бы в сторону от событий кроссовера 1994 года Zero Hour, который попытался переделать историю вселенной DC. В 2005 году был выпущен фильм Бэтмен: Начало, встреченный критиками очень хорошо; также компания выпустила несколько ограниченных серий, которые накалили конфликты между персонажами DC, что дошло до кульминации в Бесконечном Кризисе. Вскоре после этих событий постоянные серии DC прыгнули на один год вперёд, после чего DC запустила еженедельную серию, 52, чтобы заполнить пробел во времени. Одновременно с этим DC потеряло права на «Супербоя», когда потомки Джерри Сигела использовали положение пересмотра закона на авторские права 1976 года, чтобы вернуть себе эти права.
В 2005 году DC запустило новую серию All-Star (оживив серию 1940-х годов публикации), предназначенную для того, чтобы описать некоторых весьма известных персонажей в историях, не затрагивающих сложных событий вселенной DC и которые были предоставлены креативной командой «all-star». All-Star Batman & Robin the Boy Wonder был запущен в июле 2005 года, а All-Star Superman в начале ноября 2005 года. All-Star Wonder Woman и All-Star Batgirl были анонсированы в 2006 году на дату релиза фильма «Возвращение Супермена», однако ни тот, ни другой не были выпущены или запланированы к концу 2009 года. Адам Хьюз, изначально анонсированный сценарист/художник All-Star Wonder Woman в 2006 году, объяснил на Комик-Коне в Сан-Диего в 2010 году, что проект был заморожен на какое-то время из-за сложностей в одновременном написании сюжета и иллюстрировании комикса, которые он испытывает.

### 2010-е
В сентябре 2009 Warner Bros. объявила, что DC Comics станет дочерней компанией DC Entertainment, Inc. Диана Нельсон, президент Warner Premiere, стала президентом новой компании, а президент и издатель DC Comics Пол Левитц перемещён на должность ответственного редактора и консультанта.
18 февраля 2010 года DC Entertainment назвала Джима Ли и Дэна ДиДио соиздателями DC Comics, Джеффа Джонса главным творческим директором, Джона Руда исполнительным вице-президентом по продажам, маркетингу и развитию бизнеса и Патрика Кэлдона исполнительным вице-президентом по финансам и управлению.
В мае 2011 года DC объявила, что станет первым издательством комиксов, которое начнет издавать цифровые версии своих комиксов в тот же день, что и бумажные.

### Перезапуск
1 июня 2011 года DC объявила, что отменит все продолжающиеся серии о персонажах вселенной DC в августе и возобновит выпуск 52 серий, начиная с № 1. Первым перевыпущенным комиксом стала Лига Справедливости, которая вышла 31 августа 2011, остальные серии начали выходить в сентябре.
25 мая 2016 года DC запустила новую линейку комиксов под названием Rebirth которая является логическим продолжением New 52.

## Импринты

### Активные
- Вселенная DC (1934-настоящее время)
- DC Archive Editions (1989-настоящее)
- Johnny DC (2004-настоящее)
- Mad (1992-настоящее)
- Vertigo (1993-настоящее)
- Will Eisner Library (2000-настоящее)

### Прекратившие существование
- All Star (2005—2008)
- Amalgam Comics (1996—1997; совместно с Marvel Comics)
- DC Focus (2004—2005; объединён с основным направлением DC)
- Elseworlds (1989—2004)
- First Wave (2010—2011; от Condé Nast Publications и Will Eisner Library)
- Helix (1996—1998; объединён с Vertigo)
- Impact Comics (1991—1993; сделано благодаря Archie Comics)
- MilstoneMedia (1993—1997)
- Minx (2007—2008)
- Paradox Press (1998—2003)
- Piranha Press (1989—1993; переименован в Paradox Press)
- Tangent Comics (1997—1998)
- WildStorm Productions (1999—2010)
  - America’s Best Comics (1999—2005)
  - Cliffhanger (1999—2004; объединено, чтобы образовать WildStorm Signature)
  - CMX Manga (2004—2010) в основном жанр аниме
  - Homage Comics (1999—2004; объединено, чтобы образовать WildStorm Signature)
  - WildStorm (1999—2010)
  - WildStorm Signature (2004—2006; объединён с основной WildStorm серией)
- Zuda Comics (2007—2010)

### Партнёрства по лицензии, приобретённые компании и студии
- 2000 AD
- All-American Publications
- Archie Comics (права на супергероев были приобретены с 1991 по 1993 года, чтобы стать частью Impact Comics, другие приобретены с 2008 по 2011)[35][36]
- Bad Robot Productions
- Charlton Comics
- Columbia Pictures
- Condé Nast Publications
- Edgar Rice Burroughs
- Epic Games
- Fawcett Comics (частично приобретено в 1972, полностью в 1991)[37]
- Filmation
- Flex Comix
- Hanna-Barbera
- Harmony Gold USA
- Kenner
- Humanoids Publishing
- King Features Syndicate
- Larry Harmon Pictures
- Lego
- Leisure Concepts
- Mad Magazine (правообладателем является EC Publications, но передала контроль над компанией DC Comics в 1994. Обе компании являются частью Warner Bros. Entertainment)[38]
- Martin Manulis Productions
- Mattel (некоторые части были лицензированы с 1982 по 1983 и с 2012 по настоящее время)[39]
- May Company
- Metro-Goldwyn-Mayer
- Milestone Media
- NBC
- Paramount Pictures
- Quality Comics
- Revell
- Ruby-Spears
- Tatsunoko Production
- Tower Comics
- TSR, Inc.
- Warner Bros.
- WaRP Graphics
- WildStorm Productions
- Will Eisner Library

## Список локаций DC Comics
Это короткий список вымышленных городов и локаций, которые появляются в комиксах, опубликованных DC Comics, так же являются неотъемлемой частью вселенной. Например Готэм-сити, Лечебница Аркхем, Метрополис, Смолвиль, Стар-Сити, Централ-сити, Криптон, Бэт-пещера и т. д.

## Команды и организации вселенной DC Comics
- Лига Справедливости
- Общество Справедливости Америки
- Юные Титаны
- Юная Лига Справедливости
- Роковой патруль
- Легион супергероев
- Хранители
- Корпус Зелёных Фонарей
- Корпус Голубых Фонарей
- Корпус Красных Фонарей
- Корпус Чёрных Фонарей
- Корпус Белых Фонарей
- Корпус Синестро
- Звёздные Сапфиры
- Семёрка
- Пацаны
- Негодяи
- Племя Индиго
- WildC.A.T.s
- Ген-13
- Готэмские сирены
- Лига несправедливости
- Хищные птицы
- Лига выдающихся джентльменов
- Ночь Сов